# SMACS J0723.3–7327
SMACS J0723.3–7327, neboli SMACS 0723, je kupa galaxií vzdálená asi přibližně 4 miliardy světelných let od Země v souhvězdí Létající ryby (RA/Dec = 110,8375, −73,4391667). Je malou částí oblohy viditelnou z jižní polokoule na Zemi a často pozorovaná Hubbleovým vesmírným dalekohledem a dalšími dalekohledy při hledání minulosti vesmíru. Byl cílem prvního celobarevného zveřejněného snímku Vesmírným dalekohledem Jamese Webba, pořízeného pomocí NIRCam, včetně spekter, ukazujících rudé posuvy, které zobrazují objekty o stáří 13,1 miliardy let. Již dříve byl pozorován Hubbleovým vesmírným dalekohledem v rámci Southern MAssive Cluster Survey (SMACS), stejně jako dalekohledy Planck a Chandra.

## Galerie
Deep Field – kupa galaxií SMACS J0723.3-7327.

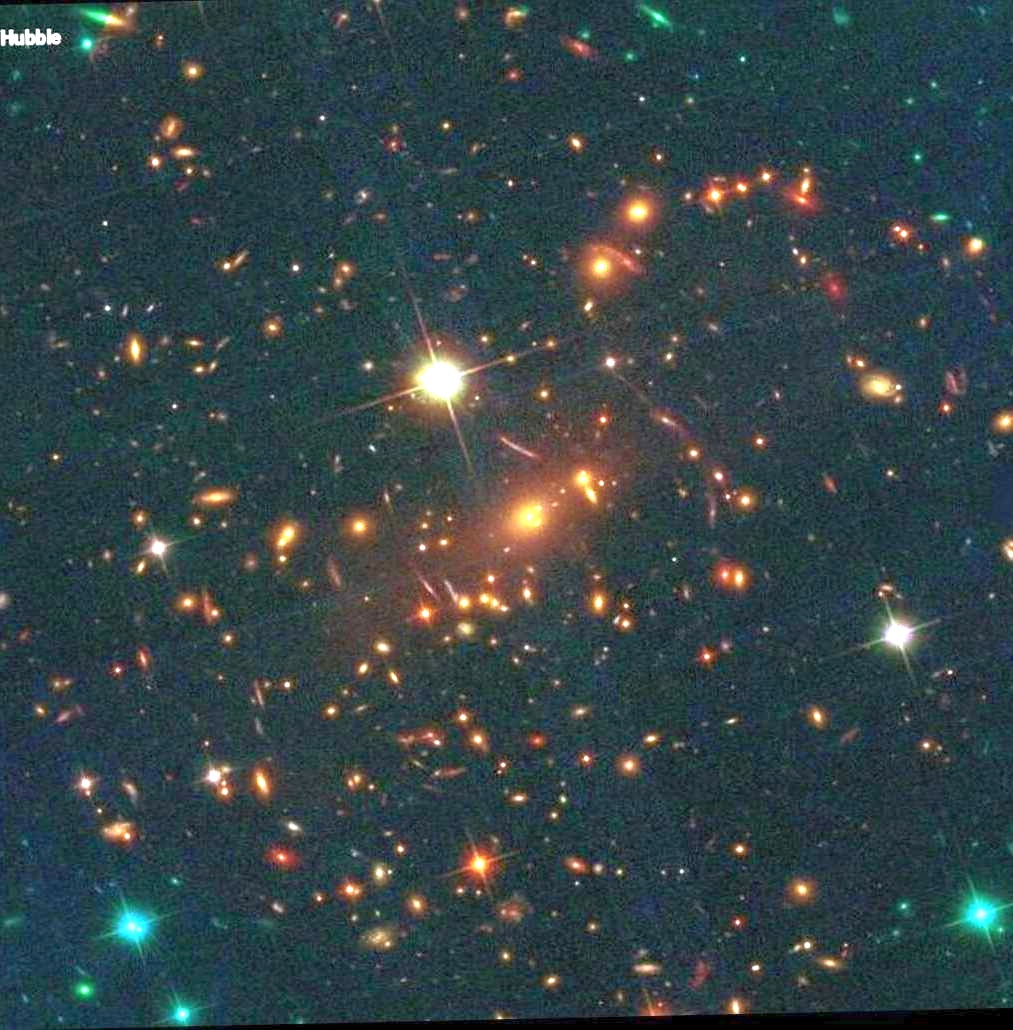
Fotografie pořízená Hubbleovým teleskopem (2017)
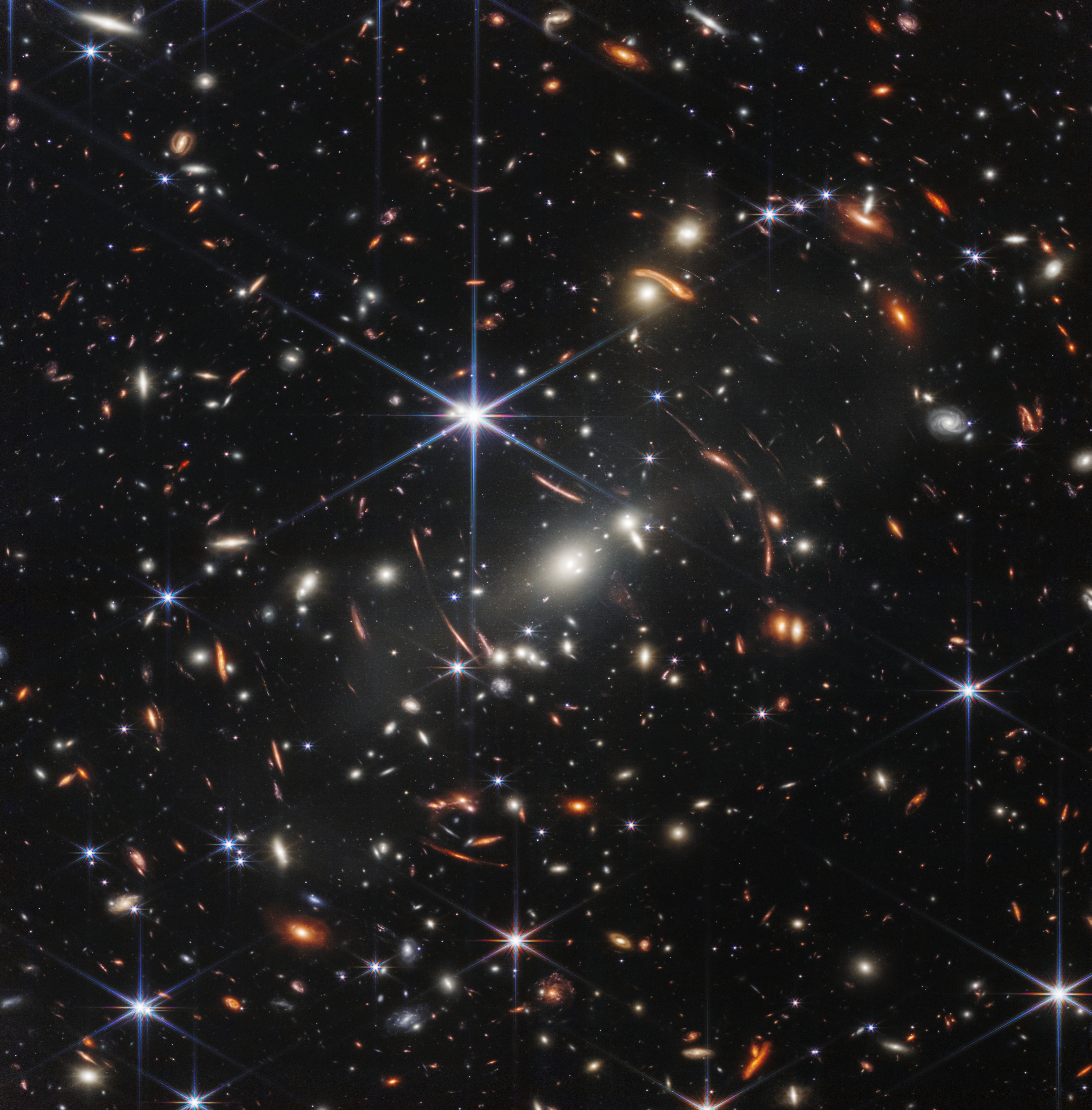
Fotografie pořízená Webbovým teleskopem (2022)